# St-Jean-Berchmans (Brüssel)

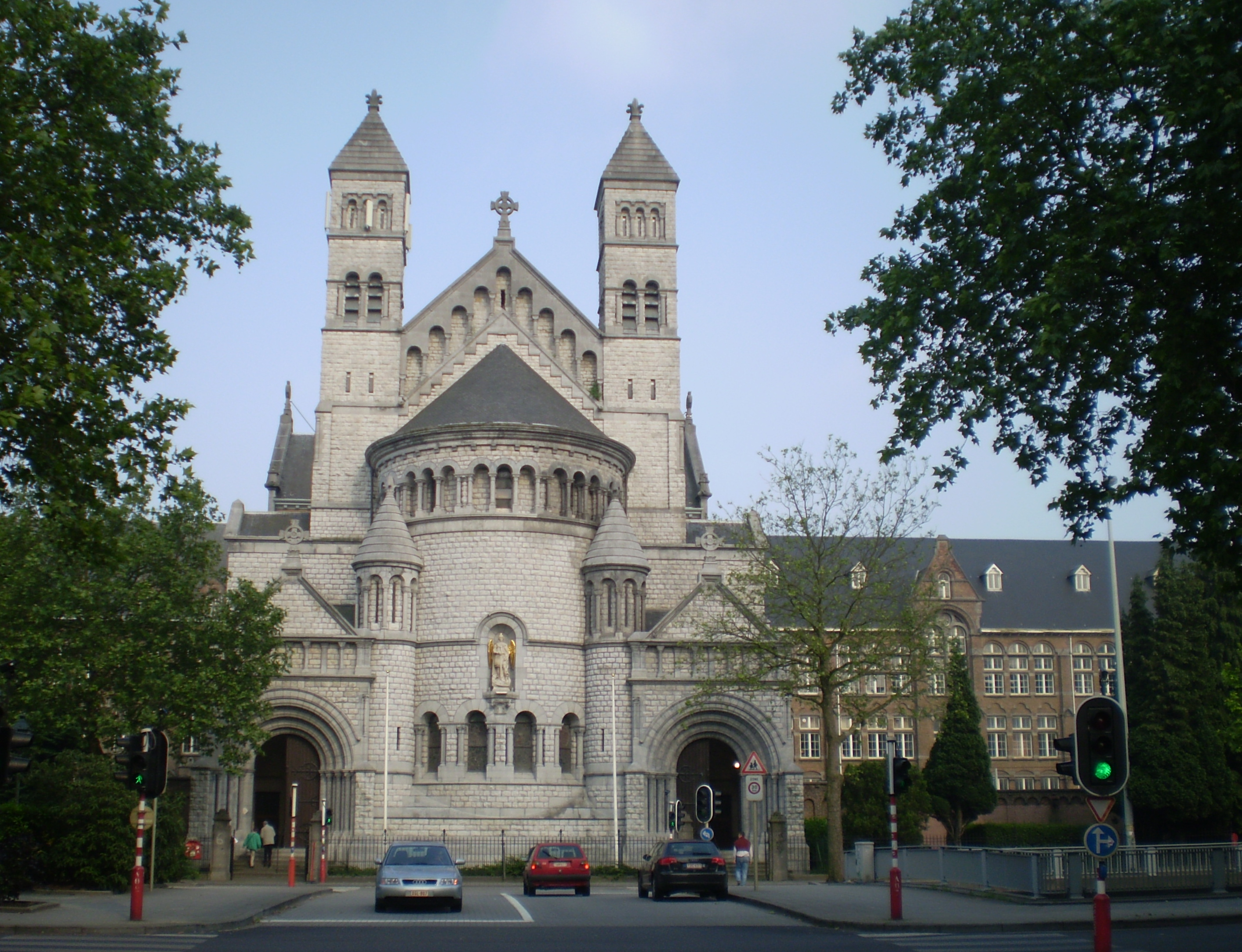
St-Jean-Berchmans, Etterbeek

St-Jean-Berchmans (niederl. Sint Jan Berchmans, dt. St. Johannes Berchmans) ist eine römisch-katholische Rektoratskirche in Etterbeek in der Region Brüssel-Hauptstadt. Sie wurde von 1908 bis 1912 als Teil des Jesuitenkollegs St Michel im neoromanischen Stil angelegt und steht unter Trägerschaft des Jesuitenordens.

## Geschichte
1908, drei Jahre nach der Verlegung des Brüsseler Jesuitenkollegs an den heutigen Boulevard Saint-Michel/Sint-Michielslaan in Etterbeek, legte der damalige Nuntius in Belgien Giovanni Tacci Porcelli (1863–1928) den Grundstein zur Kirche, die nach den Plänen des Brüsseler Architekten Joseph Prémont im basilikalen Schema errichtet wurde. Prémont, auf dessen Entwurf mehrere historistische Wohnhäuser in Brüssel zurückgehen, im orientierte sich bei seinen Planungen an Grundformen der rheinischen Romanik. Am 9. Juli 1912 wurde die Kirche vom damaligen Bischof von Galle (Sri Lanka), Jozef van Reeth SJ (1843–1923), geweiht und unter das Patronat des 1888 heiliggesprochenen niederländischen Jesuiten Johannes Berchmans gestellt.
Als geistlicher, sozialer und architektonischer Mittelpunkt des weitgehend symmetrisch angelegten Kollegs, das in seiner Baugestaltung den idealtypischen Formen romanischer Klosteranlagen folgte, stand die Kirche zunächst im Dienst des Schulbetriebs und seiner Ausrichtung auf religiöser Erziehung. Zugleich setzte der Kirchenbau einen markanten städtebaulichen Akzent in einer zum Zeitpunkt noch wenig erschlossenen Gegend vor den Toren Brüssels.

## Architektur

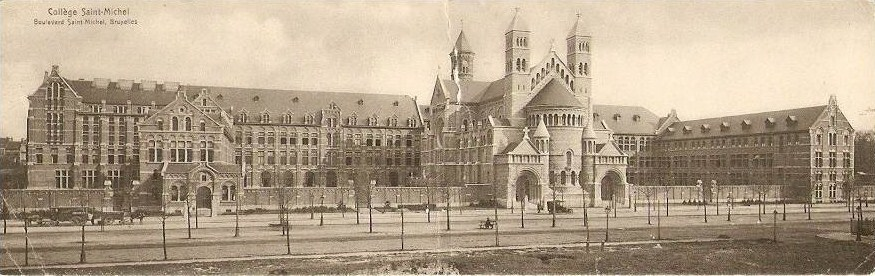
Jesuitenkolleg St Michel und Kirche (historische Ansicht)

Der Besucher betritt die Anlage über die dem Boulevard Saint-Michel/Sint-Michielslaan zugewandte südliche Schauseite, deren doppeltürmige Fassade aus grauem Sandstein nach dem Vorbild der Kirche Sint Servaas in Maastricht gestaltet ist. Mit seinem zentralen Gegenchor und flankierenden Eingangsportalen bildet sie den Fluchtpunkt der Rue des Bollandistes (vgl. Bollandisten). In der Mittelachse trägt eine Rundbogennische die goldbemalte Monumentalskulptur des Erzengels Michael, des Patrons des Kollegs.
Der Grundriss der Kirche folgt der Form eines lateinischen Kreuzes; das Langhaus ist dreischiffig angelegt. Im dreigeschossigen Mittelschiff, das nach oben hin durch eine Empore aus Triforiumsbögen und durch einen Obergaden aus Rundbogenfenstern ausgeführt ist, wird durch sechs Monumentalskulpturen akzentuiert, die Heilige des Jesuitenordens darstellen; es sind Arbeiten der belgischen Bildhauer Oscar Sinia (1877–1956) und C. Van de Cappele. Sechzehn Glasfenster, Arbeiten aus der Genter Werkstatt Camille Ganton-Defoin (1872–1946), bilden Szenen aus dem Evangelium ab, die der Gründer des Jesuitenordens Ignatius von Loyola in seinen Geistlichen Übungen beschreibt. Im Chorabschluss des Mittelschiffs eine Glasfensterarbeit zur Dreifaltigkeit (Gnadenstuhl).
Die ursprüngliche Ausstattung (darunter ein Hochaltar nach Entwürfen Prémonts) wurde in der Folge der Liturgiereform des II. Vatikanischen Konzils teilweise entfernt. Erhalten ist dagegen die romantische Kirchenorgel, die in den Jahren 1909–1910 von der Brüsseler Werkstatt Jean-Emile Kerkhoff (1859–1921) gebaut und am 6. April 1910 mit einem Konzert von Charles-Marie Widor eingeweiht wurde (36 Register; drei Manuale sowie Pedal; teils pneumatische, teils mechanische Traktur).